# Trigonura nishidai
Trigonura nishidai är en stekelart som beskrevs av T.C. Narendran 1989. Trigonura nishidai ingår i släktet Trigonura och familjen bredlårsteklar.
Artens utbredningsområde är Laos. Inga underarter finns listade i Catalogue of Life.